# Johannes Gustafsson
Johannes Gustafsson, född 2 april 1975 är en före detta svensk innebandyspelare som vann SM-guld med Haninge IBK 1998/1999, 1999/2000 och 2000/2001. Gustafsson gjorde även 66 landskamper mellan 1999 och 2006, där han gjorde 60 poäng (30+30), och han vann VM-guld 2000, 2002, 2004 och 2006. Inför säsongen 2013–2014 blev han assisterande förbundskapten för Sveriges U19-landslag.
Johannes Gustafsson började sin karriär i Loke IBK 1989/1990, gick över till Ekeby IBK 1990/1991 och Uppsala City IBK (1994/1995 innan han 1996/1997 började i Haninge IBK. Han avslutade sin professionella karriär i Storvreta IBK 2001/2002 - 2008/2009. Säsongen 1996/1997 var han proffs i Alligator Malans, Chur i Schweiz, där han ledde klubben till ett ligaguld.